# Rudolf Charousek
Rudolf Charousek (Praga, 19 de septiembre de 1873-Nagytétény, cerca de Budapest, 18 de abril de 1900) fue un ajedrecista húngaro, nacido en el seno de una familia judía de origen checo.
Rudolf Charousek murió con sólo 26 años, víctima de la tuberculosis. En su corta carrera se destacó en el torneo de Budapest de 1896, empatado con Chigorin el primer puesto, perdiendo en el desempate, y por delante de Harry Nelson Pillsbury, Dawid Janowsky, Carl Schlechter y Siegbert Tarrasch; el torneo de Berlín de 1897, por delante de Janowsky, Schlechter y Chigorin; y quedó segundo en el torneo de Colonia de 1898 detrás de Burn, y por delante de Steinitz, Schlechter y Janowsky, y empatado con Chigorin y Cohn.
Evolucionó desde un estilo romántico hasta el juego posicional de la Escuela moderna de ajedrez. Su temprana muerte evitó que se convirtiera en uno de los mejores ajedrecistas de la historia.